# 1315
Cette page concerne l'année 1315  du calendrier julien. Pour l'année 1315 av. J.-C., voir 1315 av. J.-C.
L'année 1315 est une année commune qui commence un mercredi.

## Événements
- Septembre[1] : expédition des Mamelouks d'Égypte contre le royaume chrétien de Dongola (Nubie).
  - Le sultan du Caire al-Nâsir dépose Kérenbés, dernier roi chrétien de Dongola, qui refusait de payer le tribut. Il installe sur le trône un roi nubien musulman nommé Abdallah ibn-Sanbou[2]. Ce dernier est à son tour renversé par un autre musulman, Kanz ed-Daoula, qui occupe la région jusqu’en 1382. Il est en lutte continuelle contre les Égyptiens et parvient à occuper temporairement la région d’Assouan, mais il en sera définitivement chassé à la fin du siècle par les troupes égyptiennes.
  - Le royaume d’Aloa, plus au sud, reste à l’écart de ces combats, mais lorsque Dongola tombe, il est coupé de la chrétienté, car le royaume d’Aksoum lui est hostile.
- Novembre[3], Égypte : pour alléger le sort des paysans et réduire la puissance des émirs, le sultan An-Nâsir Muhammad ben Qalâ'ûn ordonne une redistribution générale des iqtâ d’Égypte. La capitation (jawâlî) et certains « cadeaux » (diâfa) versés au muqtâ’ sont intégrés à la somme globale rapportée par l’iqtâ. Cette mesure, favorable aux paysans, aggrave l’exode rural, car les fellahs s’enfuient pour échapper au paiement de la capitation, désormais attachée au domaine et non plus à leur personne.

- En Birmanie centrale, Sawyun, fils du roi de Pinya Thihathu, traverse l'Irrawaddy et fonde le royaume de Sagaing (détruit en 1364).

### Europe
- Climat humide. Inondations catastrophiques qui compromettent les récoltes en Europe. Début de la Grande famine de 1315-1317.
- 11 mars ou 12 mars. L'ancien conseiller du roi de France Philippe IV, Enguerrand de Marigny est arrêté[4] puis enfermé au Louvre[5].

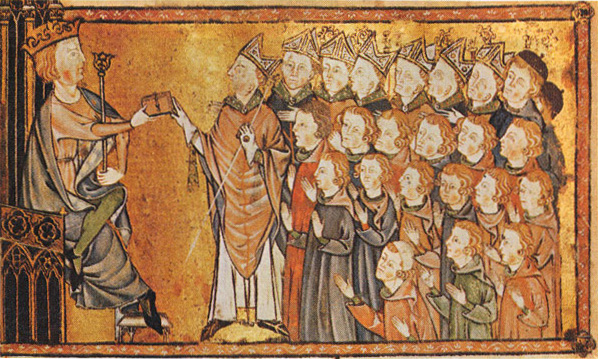
L'octroi de la Charte aux Normands

- 19 mars. Le roi de France Louis X promulgue la Charte aux Normands, par laquelle il s'engage à laisser à l'Échiquier de Normandie la justice qui concerne la Normandie, à ne demander aux seigneurs que le service militaire coutumier, à ne pas lever des aides, à faire vérifier tous les trois ans l'action des agents royaux[6],[5]. Symbole de l’unité de la Normandie, cette charte fait écho à la Grande Charte des Anglais et les cahiers de doléances l'invoqueront encore en 1789[7].
- 30 avril : 
  - le grand argentier de Philippe IV le Bel, Enguerrand de Marigny, est pendu au gibet de Montfaucon sous la pression des nobles[8].
  - mort de la reine de France Marguerite de Bourgogne dans sa prison où elle purgeait une condamnation pour adultère. Est-elle morte de privation ou étranglée dans sa prison, difficile à dire mais son décès intervient au bon moment pour Louis X qui ainsi peut se remarier.
- 11 mai : double noce de deux des fils d'Albert Ier de Habsbourg en la cathédrale de Bâle[9]. 
  - Frédéric le Beau de Habsbourg (Frédéric III, (anti-)roi du Saint Empire, 1314-1330 ) se marie avec Élisabeth d'Aragon, fille du roi Jacques II d'Aragon.
  - Léopold de Habsbourg (Léopold I, duc d'Autriche, 1308-1326) est uni à Catherine de Savoie, fille du comte Amédée V de Savoie.
- 26 mai : Édouard Bruce commence sa campagne irlandaise en débarquant à Larne.
- 28 juin : Robert III de Flandre est déchu de son fief par un arrêt de l'assemblée des Pairs[10].
- 3 juillet : Louis X le Hutin prend un édit affirmant que «selon le droit de nature, chacun doit naître franc»[11],[12]. Cet édit concerne le servage, car l'esclavage n'existait plus. Depuis cette date, « le sol de France affranchit l'homme qui le touche »[13].
- 9 juillet : ordonnance de Louis X sur les marchands italiens (Lombards)[14].
- 28 juillet : déclaration permettant aux Juifs de retourner en France, ordonnance rappelant l'interdiction de l'usure, lettres patentes leur donnant un droit de séjour moyennant finance pour 13 ans[15].
- 31 juillet[16] : début d'une expédition malheureuse de Louis X contre les Flamands.
- 19 août : Louis X épouse Clémence de Hongrie[17].

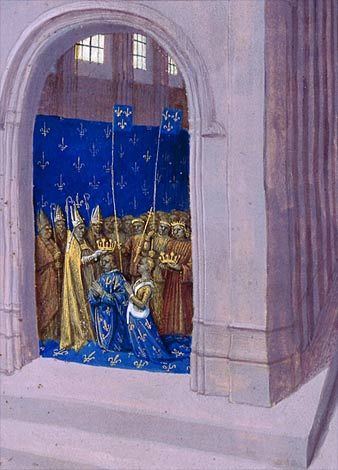
24 août : sacre de Louis X et de Clémence de Hongrie

- 24 août : sacre de Louis X de France à la cathédrale de Reims[17].
- 29 août : victoire de Pise contre une coalition dirigée par Florence à la bataille de Montecatini[18].
- 1er septembre : Louis X rejoint ses troupes à Lille[19].
- 25 septembre[20] : ordonnance de Louis X le Hutin contre l'accaparement du sel en France.

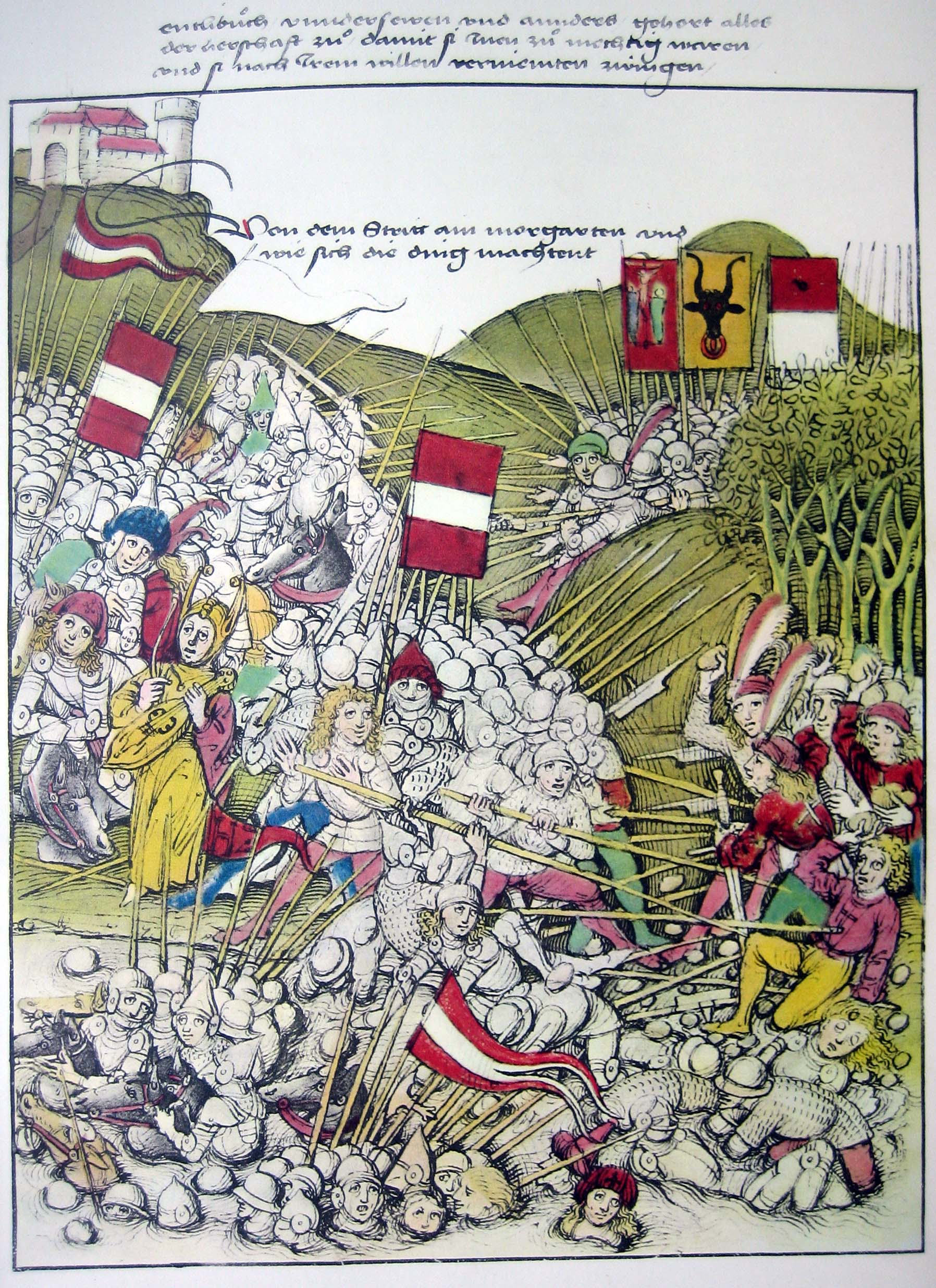
15 novembre : bataille de Morgarten. Gravure de la chronique de Diebold Schilling

- 15 novembre : victoire à la bataille de Morgarten des Suisses sur Léopold Ier d'Autriche]. C'est le point de départ de l'indépendance des cantons suisses[21].
- 9 décembre : la victoire de Morgarten renforce la cohésion des trois cantons alpins de Suisse centrale, qui confirment le serment du Grütli et décident de resserrer leur alliance par l'adoption d'un nouveau pacte, le pacte de Brunnen, rédigé cette fois en allemand[22].

- Révolte de Sens[23].
- Les Chevaliers de Rhodes s'emparent de l'île de Nisyros[24].
- Première mention de régates annuelles à Venise[25].